# Filip Turek
Filip Turek, né le 15 octobre 1985 à Prague en Tchécoslovaquie, est un homme politique tchèque. Il est élu au Parlement européen en 2024.

## Biographie

### Jeunesse et formation
Filip Turek est né le 15 octobre 1985 à Prague. Il fait son droit européen et diplomatiques à l'université de Prague.

### Carrière
Il est élu député du parlement européen lors des élections européennes de 2024 en Tchéquie avec 152 196 voix.

## Vie personnelle
Il est un collectionneur de voitures classiques, notamment des marques britanniques comme Jaguar, Aston Martin, Rolls-Royce et Bentley